# Beor
Beor (i Andra Petrusbrevet 2:15 kallad Bosor) var enligt Bibeln (Fjärde Mosebok 22:5 med flera ställen) far till Bileam. Han räknas, jämte sin son samt Job och Jobs fyra vänner (Elifas från Teman, Bildad från Shuach, Sofar från Naama och Elihu från Bus), enligt Talmud som en av de sju icke-judiska profeterna inom judendomen.
En annan, tidigare person med samma namn omnämns i Första Mosebok 36:32 såsom fader till Bela, den förste kungen av Edom.